# 1999 في الفلبين
فيما يلي قوائم الأحداث التي وقعت خلال عام 1999 في الفلبين.

## سياسة

### انتهاء فترة المنصب
- 28 يونيو – مارسيلو فرنان رئيس مجلس الشيوخ في الفلبين [الإنجليزية]‏،عضو مجلس الشيوخ الفلبيني.
- 28 يونيو – مارسيلو فرنان رئيس مجلس الشيوخ في الفلبين [الإنجليزية]‏،عضو مجلس الشيوخ الفلبيني.

## أفلام
من الأفلام التي صدرت هذه السنة في الفلبين:
- 1 يناير – كان ياما كان من إخراج Johnny Manahan [الإنجليزية]‏.

## وفيات

### يناير
- 1 يناير – إد أوكامبو (مواليد 1938) لاعب كرة سلة فلبيني.

### مارس
- 11 يوليو – مارسيلو فرنان (مواليد 1927)

### يوليو
- 11 يوليو – مارسيلو فرنان (مواليد 1927)